# 內惟李氏古宅
22°39′45″N 120°16′47″E / 22.6625828°N 120.2798436°E
內惟李氏古宅，位於臺灣高雄市鼓山區內惟里，是內惟李家來臺第七代的李榮所興建的宅第，於民國八十八年（1999年）5月25日公告為古蹟。目前該座宅第仍由李家後代居住。

## 沿革
內惟李家祖先來自江南的松江府（今上海市松江區），開臺祖為李生使（1734年－1780年）與其堂弟李勇（1736年－1815年），約於乾隆年間來臺。李勇的後代住在今內惟路以西，因居住地地勢較高而稱為「頂厝李」，而李生使的後代則居住在內惟路以東地勢較低處，稱為「下厝李」，建造此座宅地的李榮即是李勇的第七代子孫。
李榮（1884年－1969年）幼時曾學習漢學八年，後來經商致富，其經營過的產業有雜貨店、碾米廠（名為「福興棧」）、漁塭、瓦窯場等。而除了經商之外，也曾擔任過保正、高雄州委員、第一信用合作社社員代表、高雄市漁會理事與監事等職。此棟古宅興建於昭和四年（1929年），匠師為出身內惟當地的張成，之後宅第在昭和六年（1931年）落成。宅第完工後不久，李榮長子李文燦（1910年8月15日－1997年9月2日）便與高雄陳家陳啟貞之女陳火月結婚，搬入此座宅第居住。
二次大戰之後，李家人曾因生活需求而對古宅增建裝修，但大致上仍保有初建時的樣貌。

## 建築
李氏古宅坐西北朝東南，有院牆圍繞，牆內除屋子外還分有前後院，後院內原有水池，但因李榮之女李靜枝在1947年不慎落水，日後遂將水池填掉。宅第本身佔地361.6平方公尺，連同庭院則佔地953.4平方公尺。
宅第樓高兩層，周圍有迴廊圍繞，平面呈現「U」字形，其正面山牆上有徽章飾與花草飾，正中央有一「李」字。其外牆有施以洗石子、拉毛處理與貼上十三溝面磚等處理方式。